# Giuseppe Becce
Giuseppe Becce, Pseudonyme Peter Becker, Peter Bechstein und Dr. Bechstein, (* 3. Februar 1877 in Lonigo, Provinz Vicenza, Italien; † 5. Oktober 1973 in Berlin) war ein italienischer Filmkomponist und Schauspieler.

## Leben
Becce stammte aus bäuerlichen Verhältnissen in Lonigo. Seine Eltern waren der Wasserwächter der Gemeinde Pietro Becce und dessen Frau Santa Castagnaro. Becces musikalisches Talent wurde schon als Kind entdeckt. In Padua besuchte er das Konservatorium, studierte hier Cello und Flöte und nebenher Geographie und Philologie. Um 1896 arbeitete er als Dirigent des Universitätsorchesters. 1900 kam er nach Berlin und setzte sein Geographie-Studium bei Ferdinand von Richthofen fort. Er belegte aber auch Kompositionsseminare bei Arthur Nikisch und Ferruccio Busoni. Die Musik wurde immer mehr zu seinem Lebensmittelpunkt. 1910 hatte seine Operette Das Bett der Pompadour in Bremen und 1912 die Oper Tullia in Breslau ihre Uraufführung.
Durch Kurt Matull, den Librettisten seiner Operette, stellte er den Kontakt zum Film her. Für den von Oskar Messter 1913 produzierten Film Richard Wagner schrieb Giuseppe Becce eine eigenständige Begleitmusik und spielte unter der Regie von Carl Froelich auch die Titelrolle. Für weitere Filme schrieb er jeweils kurze Musiken, die, flexibel genug, zur Begleitung ständig wiederkehrender Filmsituationen variiert werden konnten. Eine Sammlung dieser Kompositionen, die sogenannte „Kinothek“ wurde zwischen 1919 und 1933 im Verlag Schlesinger’sche Buchhandlung in Berlin veröffentlicht. Einzelne Stücke fanden Eingang in das Genre der Salonmusik.
Becce schrieb in den 1910/20er Jahren auch Kriegs- und Kriminalromane (zum Teil unter dem Pseudonym „Peter Becker“) unter anderem für den Verlag moderner Lektüre in Berlin und den Mignon-Verlag in Dresden.
Von 1915 bis 1923 leitete Becce das kleine Orchester des Berliner Mozartsaals am Nollendorfplatz. Nach dem Ersten Weltkrieg wurde Becce der Chef der Musikabteilung der Decla-Bioscop AG und Chefdirigent des Filmorchesters, des späteren UFA-Orchesters und arbeitet als Kinokapellmeister unter anderem in den Berliner Uraufführungsfilmtheatern (ab 1922 UFA-Pavillon am Nollendorfplatz, 1923 TauentzienPalast, 1926 Gloria-Palast). Nun arbeitete er mit den großen Regisseuren der Stummfilmzeit wie Fritz Lang, Friedrich Wilhelm Murnau, Georg Wilhelm Pabst, Ernst Lubitsch, Ludwig Berger, Joe May und Berthold Viertel zusammen und arrangierte und schrieb teilweise größere Filmmusiken für sie.
1920 gab Becce die Zeitschrift Film-Ton-Kunst heraus, ab 1921 das Kinomusikblatt, ab 1926 wieder unter dem Titel Film-Ton-Kunst. Eine Zeitschrift für die künstlerische Musikillustration des Lichtbildes, ab 1927 offizielles Mitteilungsorgan der „Gesellschaft der Filmmusik-Autoren Deutschlands e. V.“, 1928 ging diese in die Zeitschrift R.D.K. über, Vertrauliche Mitteilungen des Reichsbund deutscher Kinokapellmeister.
1927 gab er zusammen mit Hans Erdmann und Ludwig Brav das zweibändige Allgemeine Handbuch der Filmmusik heraus, das u. a. auf seiner Kinothek basierte. Der zweite Teil enthält 3000 Ausschnitte aus Werken von 200 Komponisten zu charakteristischen Film-Situationen wie z. B. „Tiefpunkt, Resignation“ und ermöglichte den Stummfilmpianisten auf einfache Art, Filme mit standardisierten Genreintonationen und Motiven von Komponisten wie d’Albert, Auber, Bizet, Delibes, Massenet, Sibelius, Smetana, Tschaikowski und Verdi, aber auch Film-Illustratoren wie Morris Aborn, Gaston Borch, Carl May, John Stepan Zamecnik, sowie Becce selbst zu begleiten.

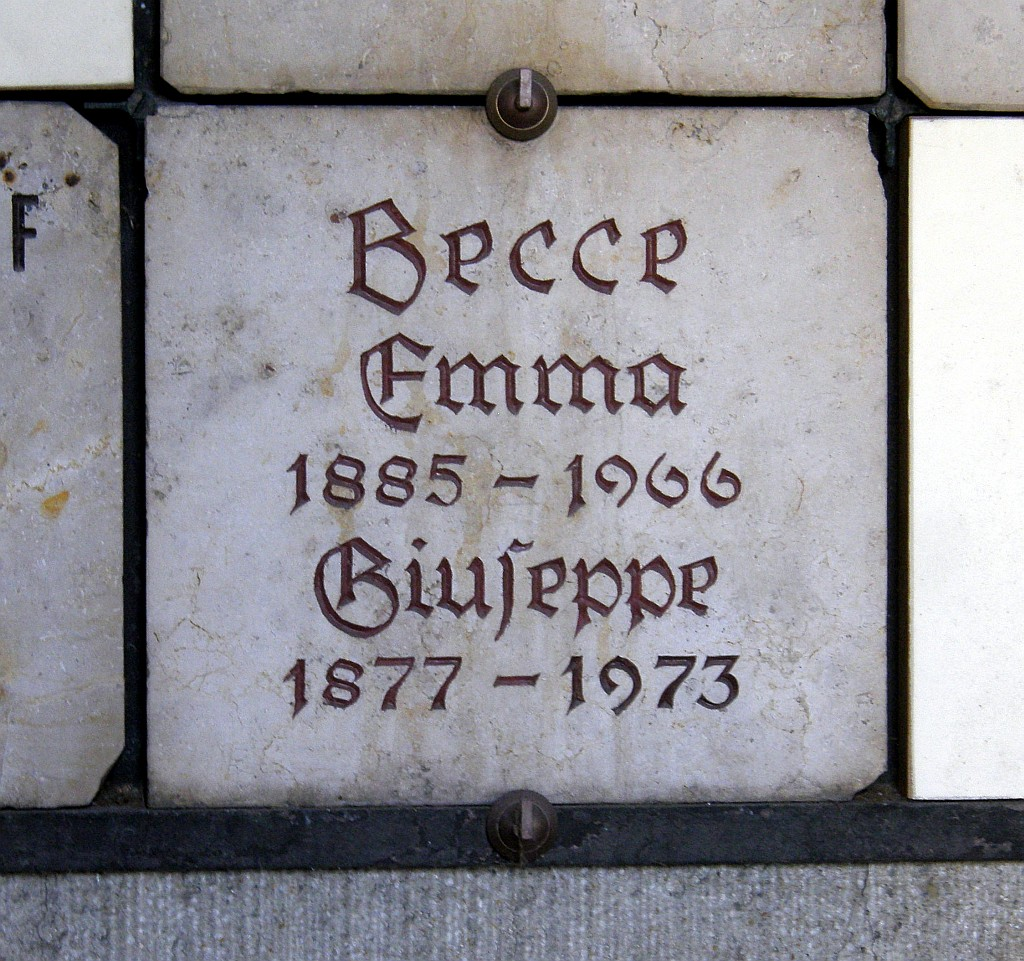
Urnengrabstätte von Becce und seiner Frau Emma, geb. Woop, auf dem Friedhof Berlin-Wilmersdorf

Mit Beginn des Tonfilmes betreute er musikalisch diverse Opern-, Operetten- und Musikfilme, arbeitete mit Leni Riefenstahl, auch für den Olympiafilm und Luis Trenker zusammen, für den er in den späteren Jahren seine Berg- und Heimatfilme vertonte. Seine in den 1930er, 1940er und 1950er Jahren außerordentlich produktive Arbeit für den Film war in seltenen Fällen ausschließlich Eigenkomposition, meist vermischte Becce seine eigenen Schöpfungen mit denen anderer Komponisten.
1941 kehrte Becce nach Italien zurück, nahm aber nach dem Zweiten Weltkrieg seine Arbeit in Deutschland wieder auf. Zunächst lebte er in München und in Südtirol, wo er erneut mit Luis Trenker zusammenarbeitete. Später zog er nach Berlin. In den 1950er Jahren schrieb Giuseppe Becce häufig Musik für westdeutsche Heimatfilme und Märchenfilme, wie Hänsel und Gretel und Rotkäppchen.
Giuseppe Becce war verheiratet mit der Schriftstellerin Emma Woop, die auch Texte für seine Lieder schrieb. Seine Grabstätte befindet sich auf dem Friedhof Wilmersdorf in Berlin.

## Auszeichnungen
- 1961: Bundesverdienstkreuz am Bande (31. August 1961)[4]
- 1971: Filmband in Gold

## Filmografie (mit Becce als Komponist oder Schauspieler)
- 1913: Richard Wagner
- 1913: Schuldig
- 1913: Komtesse Ursel
- 1914: Die zerbrochene Puppe
- 1915: Es war ein Traum
- 1915: Die verschleierte Dame
- 1915: Fräulein Hochgemuth
- 1915: Märtyrerin der Liebe
- 1915: Das Tagebuch Collins
- 1916: Der Sekretär der Königin
- 1916: Gelöste Ketten
- 1916: Der Liebesbrief der Königin
- 1916: Martha
- 1916: Abseits vom Glück
- 1916: Der Ruf der Liebe
- 1916: Der Schirm mit dem Schwan
- 1916: Das wandernde Licht
- 1917: Die Ehe der Luise Rohrbach
- 1917: Die Faust des Riesen
- 1917: Feenhände
- 1917: Das Nachträtsel
- 1917: Die Prinzessin von Neutralien
- 1918: Die Heimkehr des Odysseus
- 1918: Agnes Arnau und ihre drei Freier
- 1918: Der Rubin-Salamander
- 1918: Rotterdam-Amsterdam
- 1918: Das Geschlecht derer von Ringwall
- 1918: Auf Probe gestellt
- 1918: Dr. Schotte
- 1918: Die Dame, der Teufel und die Probiermamsell
- 1919: Der Einbrecher wider Willen
- 1919: Die lebende Tote
- 1919: Die Fahrt ins Blaue
- 1919: Das Cabinet des Dr. Caligari
- 1919: Rose Bernd (bei der Uraufführung des Stummfilms)
- 1920: Weltbrand
- 1921: Scherben. Regie: Lupu Pick
- 1921: Der müde Tod. Regie: Fritz Lang
- 1923: Der steinerne Reiter
- 1923: Buddenbrooks
- 1924: Der letzte Mann
- 1924: Das schöne Abenteuer
- 1924: Komödie des Herzens
- 1924: Dekameron-Nächte
- 1925: Der Demütige und die Sängerin
- 1925: Wege zu Kraft und Schönheit
- 1925: Die Verrufenen
- 1925: Schatten der Weltstadt
- 1925: Der Farmer aus Texas
- 1925: Tartüff. Regie: Friedrich Wilhelm Murnau
- 1925: Pietro, der Korsar. Regie: Artur Robison
- 1926: Der Geiger von Florenz
- 1926: Kubinke, der Barbier, und die drei Dienstmädchen
- 1926: Die Abenteuer eines Zehnmarkscheines. Regie: Berthold Viertel
- 1926: Geheimnisse einer Seele. Regie: Georg Wilhelm Pabst
- 1927: Am Rande der Welt. Regie: Karl Grune
- 1927: Der Fürst von Pappenheim
- 1927: Glanz und Elend der Kurtisanen
- 1927: Üb’ immer Treu’ und Redlichkeit
- 1927: Doña Juana
- 1927: Die Leibeigenen
- 1927: Die Apachen von Paris
- 1928: Angst
- 1928: Revolutionshochzeit
- 1928: Die Durchgängerin
- 1928: Der geheime Kurier
- 1929: Die Frau, nach der man sich sehnt. Regie: Kurt Bernhardt
- 1929: Der Günstling von Schönbrunn
- 1929: Der Ruf des Nordens
- 1930: Der Sohn der weißen Berge. Regie: Luis Trenker
- 1930: Skandal um Eva
- 1930: Zweierlei Moral. Regie: Gerhard Lamprecht
- 1931: Zwischen Nacht und Morgen
- 1931: Berge in Flammen. Regie: Karl Hartl, Luis Trenker
- 1932: Unter falscher Flagge
- 1932: Razzia in St. Pauli. Regie: Werner Hochbaum
- 1932: Das blaue Licht. Regie: Leni Riefenstahl
- 1932: Der Rebell. Regie: Kurt Bernhardt, Luis Trenker, Edwin H. Knopf
- 1933: Ekstase. Regie: Gustav Machatý
- 1933: Der Läufer von Marathon
- 1933: Spione am Werk
- 1933: Hans Westmar. Regie: Franz Wenzler
- 1934: Ich heirate meine Frau
- 1934: Der ewige Traum. Regie: Arnold Fanck
- 1934: Der verlorene Sohn
- 1934: Peer Gynt. Regie: Fritz Wendhausen
- 1935: Hundert Tage
- 1936: Der Kaiser von Kalifornien
- 1937: Condottieri
- 1937: Madame Bovary
- 1938: Der Berg ruft
- 1938: Der Spieler. Regie: Gerhard Lamprecht
- 1940: Der Feuerteufel
- 1940/54: Tiefland
- 1941: Clarissa
- 1941: Viel Lärm um Nixi. Regie: Erich Engel
- 1943/48: Im Banne des Monte Miracolo
- 1949: Bergkristall
- 1950: Gesetz ohne Gnade
- 1951: Nacht am Mont Blanc. Regie: Harald Reinl
- 1951: Was das Herz befiehlt
- 1952: Kleine Kletterfahrt
- 1952: Straße zur Heimat
- 1952: Karneval in Weiß
- 1952: Der Herrgottschnitzer von Ammergau
- 1953: Junges Herz voll Liebe
- 1953: Ehestreik
- 1954: Hänsel und Gretel
- 1954: Rotkäppchen
- 1955: Das Schweigen im Walde
- 1957: Der Jäger von Fall
- 1957: Der Edelweißkönig
- 1959: Der Schäfer vom Trutzberg

## Schriften

### Als Giuseppe Becce
- Die Telegraphistin. Original-Kriegsroman (= Mignon-Romane. Band 97, ZDB-ID 2682606-9). Mignon-Verlag, Dresden 1915.
- Die Stimme der Heimat. Original-Kriegsroman (= Mignon-Romane. Band 111). Mignon-Verlag, Dresden 1915.
- Das Goldschiff (= Mignon-Romane. Band 125). Mignon-Verlag, Dresden 1915.

### Unter dem Pseudonym Peter Becker
- Der Heldentod Schill’s und seiner Offiziere. Vaterländisches Volksstück (= Theaterbibliothek. Heft 305, ZDB-ID 2251576-8). Heidelmann, Bonn 1910.
- Der Wunschgott. Kriminal Roman (= Mignon-Romane. Band 149). Mignon-Verlag, Dresden 1916 (Später: (= Kleine Kriminal-Bücher. Nr. 24). Bonn 1919).
- Miß Wells’ seltsames Abenteuer (= Der Detektiv. Harald Harst, aus meinem Leben. Nr. 159). Verlag moderner Lektüre, Berlin 1925.[5]
- Das Haupt der Shinta (= Der Detektiv. Harald Harst, aus meinem Leben. Nr. 160). Verlag moderner Lektüre, Berlin 1925.
- Ritter der Landstraße (= Kabel Kriminalbücher. Band 41). Verlag moderner Lektüre, Berlin 1925.
- Der Schachspieler. Kriminalroman (= Wer war es? Band 334). Verlagshaus Freya, Heidenau 1926.

## Tondokumente
- „Die lustige Witwe“ Großes Potpourri, 1. Teil (Lehár) Dr. Giuseppe Becce mit seinen TERRA Sinfonikern. ODEON O-2639 a (Matr. Be 7355-2)[6]
- dto., 2. Teil, ODEON O-2639 b (Matr. Be 7356-2), aufgen. Oktober 1928.[6]